# حياة الظلام (فلم)
حياة الظلام فيلم مصري من إنتاج عام 1940، بطولة محسن سرحان وروحية خالد، إخراج أحمد بدرخان.

## فريق العمل
- محسن سرحان في دور أحمد علوي
- روحية خالد في دور راوية
- ميمي شكيب في دور زهيرة
- عبد الفتاح القصري في دور المعلم دسوقي
- ثريا حلمي في دور ميمي
- أنور وجدي في دور محمود الشيمي
- فؤاد شفيق في دور سليمان بك
- فردوس محمد في دور خديجة
- لولا صدقي
- محمد الكحلاوي
- عبده السروجي

## روابط خارجية
- مقالات تستعمل روابط فنية بلا صلة مع ويكي بيانات